# Hugh McQueen (Fußballspieler)
Hugh McQueen (* 1. Oktober 1867 in Harthill; † 8. April 1944 in Norwich) war ein schottischer Fußballspieler. Als Linksaußen war er in den 1890er-Jahren zunächst beim FC Liverpool und danach bei Derby County aktiv. Mit Derby gewann er im Jahr 1896 die Vizemeisterschaft und stand zwei Jahre später im Endspiel des FA Cups.

## Sportlicher Werdegang
McQueen lebte gemeinsam mit seinem vier Jahre älteren Bruder Matt in dem kleinen schottischen Ort Harthill und hatte insgesamt acht Geschwister. Der Vater arbeitete zunächst im Straßenbau und danach als Meister und Überwacher im Kohlebergbau. Der Weg der McQueen-Brüder schien daher „vorgezeichnet“ als Unter-Tage-Arbeiter im Benhar-Bergwerk. Wie sein Bruder machte Hugh McQueen dann aber im Fußball vor allem beim 1887 gegründeten Klub Leith Athletic auf sich aufmerksam, der ab 1891 in der höchsten schottischen Spielklasse aktiv war und dort in der Debütsaison 1891/92 auf dem vierten Rang abschloss. Mit dieser Empfehlung zog es ihn und seinen Bruder Matt im Oktober 1892 zum wenige Monate zuvor gegründeten FC Liverpool nach England. Unter der sportlichen Leitung von John McKenna und William Edward Barclay wurde so ein von Schotten geprägtes „Team of Macs“ ins Leben gerufen, das neben dem McQueen-Brüderpaar noch aus Duncan McLean, James McBride, Malcolm McVean, John McCartney, Billy McOwen und Joe McQue bestand und im Jahr 1893 die Lancashire League gewann. Die McQueens selber überzeugten am 29. Oktober 1892 in einem Vorrundenspiel des FA Cups gegen Newtown (9:0) und bis Anfang Dezember 1894 kam Hugh regelmäßig zum Einsatz. Liverpool nahm ab 1893 am Spielbetrieb der Football League teil und stieg in der Saison 1893/94 auf Anhieb in die höchste Spielklasse auf.
McQueen überzeugte zunächst auf der Position des Linksaußens durch Schnelligkeit und präzise Flanken, aber nachdem Liverpool bereits in der Folgesaison 1894/95 wieder als Tabellenletzter in die Zweitklassigkeit abgestiegen war, wechselte er zum Konkurrenten Derby County, der selbst den Erstligaklassenerhalt als Vorletzter knapp geschafft hatte. In Derby war McQueen dann Teil einer aufstrebenden Mannschaft, die in den sechs Jahren seiner Zugehörigkeit neben der Vizemeisterschaft 1896 im Jahr darauf noch einmal den dritten Rang belegte und dazu in den Jahren 1896 und 1897 jeweils das Halbfinale im FA Cup erreichte. Höhepunkte waren die beiden Finalteilnahmen im englischen Pokal in den Jahren 1898 und 1899, die aber beide gegen Nottingham Forest (1:3) und Sheffield United (1:4) verloren gingen. McQueen bestritt dabei nur das Endspiel gegen Nottingham und wurde trotz der Niederlage als „bester Spieler“ ausgezeichnet. Bis 1901 bestritt McQueen 168 Pflichtspiele für Derby, in denen er 22 Tore schoss.
Nach weiteren Zwischenstationen bei den Queens Park Rangers (in der London League), bei Gainsborough Trinity (in der Second Division) und beim FC Fulham (in der zweiten Spielklasse der Southern League) kehrte er in die schottische Heimat zurück und war dort für den FC Kilmarnock und Hibernian Edinburgh aktiv. Später arbeitete er zurück in der englischen Southern League im Trainerstab von Norwich City mit und bestritt dort aus Personalmangel – obwohl er die aktive Karriere bereits beendet hatte – noch einmal eine offizielle Partie am 15. März 1909. Nach dem Abschluss seiner Fußballerlaufbahn wurde McQueen, der auch ein bekannter Cricketspieler war und für Ipswich gespielt hatte, in Norwich sesshaft und betrieb ein Geschäft für Zeitschriften und Tabakwaren. Er verstarb 76-jährig im April 1944, fast ein halbes Jahr vor seinem Bruder Matt.

## Titel/Auszeichnungen
- Lancashire League (1): 1893